# ان د بورمن
 ان د بورمن (انگلیسی: Anne de Borman؛ زاده ۳ فوریهٔ ۱۸۸۱ درگذشته ۳۰ سپتامبر ۱۹۶۲) یک تنیس‌باز اهل بلژیک بود.